# Алексеевка (Глушковский район)
Алексеевка — село в Глушковском районе Курской области России. Административный центр и единственный населённый пункт Алексеевского сельсовета.

## География
Село находится на юго-западе Курской области, в юго-западной части Среднерусской возвышенности, в лесостепной зоне, на левом берегу реки Сейм, на расстоянии примерно 19 километров (по прямой) к северо-западу от Глушкова, административного центра района. Абсолютная высота — 140 метров над уровнем моря.

### Климат
Климат характеризуется как умеренно континентальный, с тёплым летом и умеренно холодной зимой. Среднегодовая температура — 4,5 °C. Средняя температура воздуха самого тёплого месяца (июля) — 22 °C; самого холодного (января) — −12 °C. Среднегодовое количество атмосферных осадков составляет 600 мм, из которых большая часть выпадает в тёплый период.

### Часовой пояс
Село Алексеевка, как и вся Курская область, находится в часовой зоне МСК (московское время). Смещение применяемого времени относительно UTC составляет +3:00.

## Население
| 2002 | 2010 | 2012 | 2013 | 2014 | 2015 | 2016 |
| ---- | ---- | ---- | ---- | ---- | ---- | ---- |
| 737  | ↘483 | ↘467 | ↘459 | ↘442 | ↘434 | ↘424 |
| 2017 | 2018 | 2019 | 2020 | 2021 |      |      |
| ↘417 | ↘411 | ↘397 | ↘392 | ↗461 |      |      |

### Половой состав
По данным Всероссийской переписи населения 2010 года в половой структуре населения мужчины составляли 45,8 %, женщины — соответственно 54,2 %.

### Национальный состав
Согласно результатам переписи 2002 года, в национальной структуре населения русские составляли 98 %.